# Grigny (Essonne)
Grigny és una comuna francesa, situada al departament de l'Essonne i a la regió de l'Illa de França.
L'any 2021 tenia 27.257 habitants.
Forma part del cantó de Viry-Châtillon i del districte d'Évry. I des del 2016 de la Comunitat d'aglomeració Grand Paris Sud Seine-Essonne-Sénart.

## Demografia

### Població
El 2007 la població de fet de Grigny era de 26.637 persones. Hi havia 8.456 famílies, de les quals 2.305 eren unipersonals (1.073 homes vivint sols i 1.232 dones vivint soles), 1.443 parelles sense fills, 3.423 parelles amb fills i 1.285 famílies monoparentals amb fills.
La població ha evolucionat segons el següent gràfic:
Habitants censats

### Habitatges
El 2007 hi havia 9.874 habitatges, 8.828 eren l'habitatge principal de la família, 66 eren segones residències i 981 estaven desocupats. 1.154 eren cases i 8.427 eren apartaments. Dels 8.828 habitatges principals, 3.344 estaven ocupats pels seus propietaris, 5.329 estaven llogats i ocupats pels llogaters i 154 estaven cedits a títol gratuït; 961 tenien una cambra, 1.183 en tenien dues, 1.741 en tenien tres, 2.624 en tenien quatre i 2.318 en tenien cinc o més. 4.027 habitatges disposaven pel capbaix d'una plaça de pàrquing. A 3.934 habitatges hi havia un automòbil i a 1.419 n'hi havia dos o més.

### Piràmide de població
La piràmide de població per edats i sexe el 2009 era:
| Homes | Edats   | Dones |
| ----- | ------- | ----- |
| 4     | 95 o +  | 20    |
| 20    | 90 a 94 | 40    |
| 52    | 85 a 89 | 112   |
| 44    | 80 a 84 | 88    |
| 76    | 75 a 79 | 140   |
| 180   | 70 a 74 | 212   |
| 268   | 65 a 69 | 272   |
| 304   | 60 a 64 | 368   |
| 444   | 55 a 59 | 420   |
| 576   | 50 a 54 | 648   |
| 756   | 45 a 49 | 752   |
| 1.032 | 40 a 44 | 808   |
| 1.016 | 35 a 39 | 1.056 |
| 1.052 | 30 a 34 | 1.144 |
| 936   | 25 a 29 | 1.036 |
| 787   | 20 a 24 | 892   |
| 1.029 | 15 a 19 | 928   |
| 1.172 | 10 a 14 | 1.100 |
| 1.312 | 5 a 9   | 1.156 |
| 1.088 | 0 a 4   | 1.136 |

## Economia
El 2007 la població en edat de treballar era de 16.904 persones, 11.592 eren actives i 5.312 eren inactives. De les 11.592 persones actives 9.437 estaven ocupades (5.251 homes i 4.186 dones) i 2.155 estaven aturades (1.009 homes i 1.146 dones). De les 5.312 persones inactives 622 estaven jubilades, 2.202 estaven estudiant i 2.488 estaven classificades com a «altres inactius».

### Ingressos
El 2009 a Grigny hi havia 8.469 unitats fiscals que integraven 28.815 persones, la mediana anual d'ingressos fiscals per persona era de 9.660 €.

### Activitats econòmiques
Dels 1.012 establiments que hi havia el 2007, 5 eren d'empreses extractives, 13 d'empreses alimentàries, 10 d'empreses de fabricació de material elèctric, 38 d'empreses de fabricació d'altres productes industrials, 162 d'empreses de construcció, 265 d'empreses de comerç i reparació d'automòbils, 77 d'empreses de transport, 32 d'empreses d'hostatgeria i restauració, 65 d'empreses d'informació i comunicació, 26 d'empreses financeres, 26 d'empreses immobiliàries, 176 d'empreses de serveis, 87 d'entitats de l'administració pública i 30 d'empreses classificades com a «altres activitats de serveis».
Dels 200 establiments de servei als particulars que hi havia el 2009, 1 era una oficina d'administració d'Hisenda pública, 2 oficines de correu, 4 oficines bancàries, 1 funerària, 7 tallers de reparació d'automòbils i de material agrícola, 2 tallers d'inspecció tècnica de vehicles, 5 autoescoles, 35 paletes, 26 guixaires pintors, 8 fusteries, 20 lampisteries, 16 electricistes, 25 empreses de construcció, 9 perruqueries, 1 veterinari, 24 restaurants, 12 agències immobiliàries i 2 tintoreries.
Dels 62 establiments comercials que hi havia el 2009, 1 era, 1 un hipermercat, 1 un supermercat, 10 botiges de menys de 120 m², 8 fleques, 8 carnisseries, 3 llibreries, 13 botigues de roba, 1 una botiga de roba, 1 una botiga d'equipament de la llar, 3 botigues d'electrodomèstics, 1 una botiga d'electrodomèstics, 4 botigues de material esportiu, 2 drogueries, 1 un drogueria, 2 joieries i 2 floristeries.

## Equipaments sanitaris i escolars
El 2009 hi havia 1 psiquiàtric i 9 farmàcies.
El 2009 hi havia 13 escoles maternals i 11 escoles elementals. Grigny disposava de 3 col·legis d'educació secundària amb 1.488 alumnes.

## Poblacions més properes
El següent diagrama mostra les poblacions més properes.